# Centrale hydroélectrique de Pahkakoski
La centrale hydroélectrique de Pahkakoski (finnois : Pahkakosken voimalaitos) est une centrale hydroélectrique située sur l'Iijoki à Pahkala dans la commune d'Oulu en Finlande.

## Caractéristiques
La conception architecturale est due à Uki Heikkinen.
La centrale hydroélectrique est achevée en 1961, sa hauteur de chute est de 20,5 mètres.
La centrale dispose de deux turbines Kaplan et de deux générateurs de 24 MVA.
La centrale a été rénovée en 2011-2013. Depuis, la centrale a une puissance électrique de 42,4 MW et une production annuelle de 180 GWh.